# Taylor Jenkins Reid
Taylor Jenkins Reid (20 december 1983) is een Amerikaanse auteur. Reids meest bekende boeken zijn The Seven Husbands of Evelyn Hugo, Daisy Jones & the Six, Malibu Rising en Carrie Soto is Back.
Begin 2024 telt haar bibliografie 8 boeken en één kortverhaal. 